# Alberto Herrera y Franchi
Alberto Herrera y Franchi (San Antonio de las Vueltas, 1 de septiembre de 1874-La Habana, 18 de marzo de 1954) fue un militar cubano. Tras la huida de Gerardo Machado (1925-1933), fue presidente interino de Cuba durante el 12 de agosto de 1933 hasta el 13 de agosto, en que asumió la Presidencia el Secretario de Estado Carlos Manuel de Céspedes y Quesada.

## Orígenes y primeros años
Nació en el pueblo de San Antonio de las Vueltas el 1 de septiembre de 1874. Desde joven conspiró a favor de la independencia de Cuba. Se infiltró en el Cuerpo de Bomberos del poblado de Camajuaní para recibir instrucción militar, con vistas a aprovechar dicha instrucción en favor de la lucha por la independencia. 
Participó en la Guerra Necesaria (1895-1898) por la independencia de Cuba. Contrajo matrimonio con Ofelia Rodríguez Arango, con quien tuvo tres hijos: Alberto, Rodolfo y Ofelia.

## Jefe del Ejército
Fungía ya como jefe del ejército cubano, con grados de Mayor general, cuando el General Gerardo Machado asumió la presidencia constitucional de la República en 1925 y este lo ratificó en el cargo. Desde la jefatura del ejército, ordenó el aplastamiento de la expedición de Gibara y el alzamiento revolucionario de abril de 1933, ambos contra Machado.
Fue Secretario de Guerra de Machado y estuvo entre los miembros de la comisión del gobierno en las negociaciones desarrolladas con la oposición durante la mediación de Sumner Welles. El 11 de agosto de 1933, intentó detenerr el alzamiento del ejército, que se levantó contra Machado, destituyendo a los oficiales inconformes, pero esto no fue suficiente.

## Presidente interino
Tras la renuncia de Machado por la presión popular, Herrera toma el poder interino el 12 de agosto de 1933 hasta que el congreso decide nombrar presidente interino al doctor Carlos Manuel de Céspedes y Quesada el 13 de agosto de 1933. 
Después de entregar la presidencia a Céspedes, Herrera buscó refugio en el último piso del Hotel Nacional de Cuba junto a otros funcionarios machadistas, estando bajo la protección del embajador norteamericano Sumner Welles, quien escribió a Washington:

"He tomado toda precaución posible para asegurar su seguridad y he pedido garantías al gobierno para él y para aquellos senadores y diputados que son muy impopulares. El general Herrera espera abordar el Santa Ana mañana en la noche para Nueva York con su familia y yo iré personalmente al steamer".

## Exilio, regreso y muerte
Salió finalmente refugiado con destino a la Jamaica británica, bajo la protección de Welles. Años después, más calmada la situación en la isla, decidió regresar. Falleció de causas naturales en La Habana el 18 de marzo de 1954, a la edad de setenta y nueve años.